# De tre Musketerer (fransk film fra 1921)
De tre Musketerer er en fransk stumfilm fra 1921 af Henri Diamant-Berger.

## Medvirkende
- Aimé Simon-Girard som d'Artagnan
- Henri Rollan som Athos
- Charles Martinelli som Porthos
- Pierre de Guingand som Aramis
- Pierrette Madd som Madame Bonacieux
- Jean Joffre som M. Bonacieux
- Jeanne Desclos som Anne d'Autriche
- Édouard de Max som Richelieu